# Gerd Fleischmann
Gerd Fleischmann (* 6. Oktober 1939 in Nürnberg) ist ein deutscher Typograf.

## Leben
Gerd Fleischmann verbrachte seine Kindheit in Daberg bei Furth im Wald (Evakuierung 1943), Roth bei Nürnberg (1945–1947) und Nürnberg; Oberrealschule, Seifenkistenrennen. Er sagte später, wenn er nicht Typograf geworden wäre, hätte er Gärten in Italien restauriert. Gerd Fleischmann ist verheiratet und hat zwei Kinder.

## Wirken
Gerd Fleischmann studierte von 1959 bis 1964, zunächst Physik und Mathematik an der Friedrich-Alexander-Universität Erlangen, später Aktzeichnen an der Akademie der Bildenden Künste Nürnberg und ab 1960 Kunsterziehung, Werkerziehung, Malerei und Fotografie an der Hochschule der Künste Berlin unter anderem bei Ludwig Gabriel Schrieber, Fred Thieler, Willem Hölter, Walter Hess und Heinz Hajek-Halke; noch später Mathematik an der Freien Universität Berlin, unter anderen bei Karl Peter Grotemeyer. Er war Referendar und später Lehrer an Gymnasien und Grundschulen in Berlin. Später  arbeitete er als Autor, Fotograf und Grafik-Designer, zunächst für Großgörschen 35, die Akademie der Künste, die Neue Nationalgalerie und die Staatlichen Museen Preußischer Kulturbesitz. 1970–1971 war er Wissenschaftlicher Mitarbeiter am Institut für Kommunikationsplanung, Bonn (,Lohmar-Institut‘).
Fleischmann war von 1971 bis 2003 Lehrer am Fachbereich Gestaltung der Fachhochschule Bielefeld in der Studienrichtung Visuelle Kommunikation: Typografie/Layout, Gestaltungslehre, Sprache in der Visuellen Kommunikation (Dozent: Volker Struck), Gesetze der visuellen Wahrnehmung.
Gastprofessuren und Lehraufträge u. a. in Osnabrück, Dublin, Halifax (Nova Scotia), Hanoi, San José (Costa Rica), Weimar und Bozen.
Highlights:
- Irish Country Posters, Douglas Hyde Gallery, Trinity College, Dublin 1981
- bauhaus. drucksachen, typografie, reklame, Düsseldorf 1984
- Köln im Nationalsozialismus, Dauerausstellung im NS-Dokumentationszentrum, Köln, 1992–1996
- Max Bill: typografie, reklame, buchgestaltung. Ausstellungen, Publikationen, 1997
- carpe diem! Der Illustrator, Graphiker, Bildhauer, Lehrer und Mensch Hans (Giovanni) Grohé 1913–2001. Ausstellung, Publikation. Die pralle Wärme homophoner Akkorde. Hans (Giovanni) Grohé als Künstler, 2003
- Stauffenberg-Erinnerungsstätte, Stuttgart, mit Kastner Pichler Architekten, Köln, 2006
- Franz Rudolf Knubel: ... zur kleinsten Schar / ...with a chosen few. In memoriam Mildred Harnack-Fish. Gedenkstätte Deutscher Widerstand, 2007
- inrō – A Key to the World of Samurai. The Kress Collection / inrō – avain samuraiden aikaan. Kressin kokoelma, Vapriikki, Tampere, 2009–2010
- „Stets gern für Sie beschäftigt, ...“ Erinnerungsort Topf & Söhne – Die Ofenbauer von Auschwitz, Erfurt. Außenausstellung, 2010, in Zusammenarbeit mit Kastner Pichler Architekten, Köln

Gerd Fleischmann ist Mitbegründer des Forum Typografie, zusammen mit Helmut Schmidt-Rhen, Hermann Schlieper, Erik Spiekermann und Hans Peter Willberg, entworfen am Rande der legendären Pressekonferenz der context Gruppe im Sommer 1983 in Irland, Bunratty Castle, Co. Clare, nahe Shannon Airport; Gründungsmitglied der Gesellschaft zur Förderung der Druckkunst Leipzig e. V., die seine Sammlung von historischen Druckmaschinen und Plakatschriften übernommen und dem Museum für Druckkunst übergeben hat.